# Canalirogas agilis
Canalirogas agilis är en stekelart som beskrevs av Van Achterberg 1996. Canalirogas agilis ingår i släktet Canalirogas och familjen bracksteklar. Inga underarter finns listade.